# Треббихау-ан-дер-Фуне
Треббихау-ан-дер-Фуне (нем. Trebbichau an der Fuhne) — община в Германии, в земле Саксония-Анхальт. 
Входит в состав района Кётен. Подчиняется управлению Зюдлихес Анхальт.  Население составляет 368 человек (на 31 декабря 2006 года). Занимает площадь 4,23 км².